# Euxinia sarsi
Euxinia sarsi is een vlokreeftensoort uit de familie van de Pontogammaridae. De wetenschappelijke naam van de soort is voor het eerst geldig gepubliceerd in 1898 door Sowinsky.